# 18 Тельца
18 Тельца (18 Tauri, сокращ. 18 Tau) — одиночная звезда в зодиакальном созвездии Тельца. Звезда имеет видимую звёздную величину +5,66m и, согласно шкале Бортля, звезда видна невооружённым глазом пригородном небе (англ. Suburban transition). Звезда является членом рассеянного звёздного скопления Плеяды, которое расположено вблизи эклиптики и поэтому подвержено лунным покрытиям.
Из измерений параллакса, полученных во время миссии Gaia известно, что звезда удалена примерно на 444 св. лет (136 пк) от Земли. Звезда наблюдается севернее 66° ю. ш., то есть видна практически на всей территории обитаемой Земли, за исключением приполярных областей Антарктиды. Лучшее время наблюдения — ноябрь.
Звезда 18 Тельца движется довольно медленно относительно Солнца: её радиальная гелиоцентрическая скорость равна −2 км/с, что составляет 20 % от скорости местных звёзд Галактического диска, а также это значит, что звезда приближается к Солнцу. Звезда приблизится к Солнцу на расстояние 92,3 св. лет через 597 000 года, когда звезда увеличит свою яркость на величину 3,19m до величины 2,47m (то есть будет светить как Гамма Кассиопеи светят сейчас). По небосводу звезда движется на юго-восток, проходя по небесной сфере 50,95 миллисекунд дуги в год.
Средняя пространственная скорость 18 Тельца имеет компоненты (U, V, W)=(93.5, −42.0, 33.6), что означает U=93,5 км/с (движется к галактическому центру), V=−42,0 км/с (движется против направления галактического вращения) и W=33,6 км/с (движется в направлении северного галактического полюса).

## Имя звезды
18 Тельца (латинизированный вариант лат. 18 Tauri) являются обозначением Флемстида.
Обозначения компонентов как 18 Тельца Aa,Ab, AB и AC вытекают из конвенции, используемой Вашингтонским каталогом визуально-двойных звёзд (WDS) для звёздных систем, и принятого Международным астрономическим союзом (МАС).

## Свойства 18 Тельца
18 Тельца — судя по её спектральному классу B8V, звезда является карликом спектрального класса B, что указывает на то, что водород в ядре звезды пока ещё служит ядерным «топливом», то есть звезда пока ещё находится на главной последовательности. Масса звезды равна 3,34 {\displaystyle M_{\bigodot }}. Звезда излучает энергию со своей внешней атмосферы при эффективной температуре около 13 748 К, что придаёт ей характерный бело-голубой цвет.
В связи с небольшим расстоянием до звезды её радиус может быть измерен непосредственно, и такая попытка была сделана в 1972 году Данные об этом измерении приведены в таблице:
| Имя звезды | Год  | m    | Спектр | D (mas) | Rабс ({\displaystyle R_{\bigodot }}) | Комм.  |
| Плеяды 54  | 1972 | 5.64 | B8V    | 0.2     | 2.8                                  | [ 18 ] |
| Плеяды 54  | 1973 | 5.64 | B8V    | 0.2     | 3.2                                  | [ 19 ] |

Сейчас мы знаем, что радиус звезды должен быть 2,89 {\displaystyle R_{\bigodot }}, то есть измерение 1972 года было, наиболее адекватным, но  недостаточно точным.
Светимость звезды, равная  160 {\displaystyle L_{\bigodot }}, типична для звезды главной последовательности спектрального класса B8. Звезда имеет поверхностную гравитацию, характерную для проэволюционировавших карликов — 4,126 СГС или 133,7 м/с2, то есть на 52% меньше, чем на Солнце (274,0 м/с2). Скорость вращения 18 Тельца  превосходит солнечную почти в 106 раз и равна 212 км/с, что даёт период вращения звезды — 0,7 дня.
Текущий возраст звезда не измерен, однако известно, что возраст рассеянного звёздного скопления Плеяды, членом которого она является, колеблется от 75 до 150 млн. лет. Также известно, что звёзды с массой 3,34 {\displaystyle M_{\bigodot }} живут на главной последовательности порядка 342 млн. лет, так что уже довольно скоро (через 150-250 млн. лет) 18 Тельца станет красным гигантом, а затем, сбросив внешние оболочки, станет белым карликом.

## История изучения кратности звезды
В 1887 году американский астроном А.Холл открыли тройственность системы 18 Тельца, то есть он открыл компоненты B и С и звёзды вошли в каталоги как HL 8B и HL 8C. В 1974 году американский астроном Тейлор (англ. Taylor, G.E.) и соавт. открыли спектральную двойственность 18 Тельца и звёзды вошли в каталоги как 	OCC 296.
Согласно Вашингтонскому каталогу визуально-двойных звёзд, параметры этих компонентов приведены в таблице:
| Компонент | Год  | Количество измерений | Позиционный угол | Угловое расстояние | Видимая звёздная величина компонента I | Видимая звёздная величина компонента II |
| Aa,Ab     | 1974 | —                    | —                | —                  | 6.40m                                  | —                                       |
| AB        | 1887 | 5                    | 130°             | 78.6″              | 5.64m                                  | 14.00m                                  |
| AB        | 2015 | 5                    | 129°             | 72.7″              | 5.64m                                  | 14.00m                                  |
| AC        | 1887 | 5                    | 174°             | 158.3″             | 5.64m                                  | 14.77m                                  |
| AC        | 2015 | 5                    | 175°             | 151.6″             | 5.64m                                  | 14.77m                                  |

У звезды 18 Тельца, похоже, нет ни одного спутника:
- компонент Ab, в дальнейшем так и не подтверждён;
- компонент B, звезда 14-й величины, находящаяся на угловом расстоянии 72,7 секунд дуги. Звезда имеет каталожный номер GSC 01803-00210[21]. У звезды известен параллакс и, судя по нему,  звезда находится на расстоянии 1800 св. лет и, соответственно, в систему 18 Тельца она не входит, являясь просто фоновой звездой;
- компонент C, звезда 15-й величины, находящаяся на угловом расстоянии 151,6 секунд дуги. Звезда имеет каталожный номер GSC 01803-00118[22]. У звезды известен параллакс и, судя по нему,  звезда находится на расстоянии 10 600 св. лет и, соответственно, в систему 18 Тельца она не входит, являясь просто фоновой звездой.

### Комментарии
1. ↑  Расстояние рассчитано по приведённому значению параллакса
2. ↑  HL — ссылка на каталог А.Холла, 8 — номер записи в его каталоге
3. ↑  OCC 296 — ссылка на каталог первооткрывателей, 296 — номер записи в этом каталоге